# Voldtægten af Belgien
Overfaldet på Belgien eller Voldtægten af Belgien er betegnelser som historikere bruger om behandlingen af civile under Tysklands invasion og besættelse af Belgien under 1. Verdenskrig. Betegnelserne blev oprindelig brugt i propagandamæssig sammenhæng, men senere historieforskning har bekræftet realiteten i dem. En nutidig forfatter bruger det mere snævert til at beskrive en række tyske krigsforbrydelser i de første måneder af krigen (august-september 1914).
Belgiens neutralitet var blevet garanteret i Londontraktaten (1839), som bl.a. var blevet underskrevet af Preussen. Men den tyske Schlieffen-plan indebar, at den tyske hær krænkede Belgiens neutralitet for at kunne omgå den franske hær, som var koncentreret i det østlige Frankrig. Den tyske kansler Theobald von Bethmann Hollweg affærdigede traktaten fra 1839 som en "lap papir". Igennem begyndelsen af krigen begik den tyske hær talrige grusomheder mod civilbefolkningen i Belgien og ødelagde privat ejendom: 6.000 belgiere blev dræbt, 25.000 hjem og andre bygninger i 837 byer blev ødelagt. Halvanden million belgiere (20% af befolkningen) flygtede fra den invaderende tyske hær.:13  Præcis hvor mange belgiere, der stadig var på flugt indenfor deres eget land kendes ikke. Estimater svinger mellem yderligere en halv million op til halvanden million.

## Krigsforbrydelser
Nogle steder, især i Liège, Andenne og Louvain, men først i Dinant, er der beviser på at volden mod civile var overlagt.:573–574  Men i Dinant mente den tyske hær, at indbyggerne var lige så farlige som franske soldater. Tyske tropper, som var bange for belgiske partisaner eller francs-tireurs, brændte huse og henrettede civile i det østlige og centrale Belgien, heriblandt Aarschot (156 døde), Andenne (211 døde), Tamines (383 døde), og Dinant (674 døde). Blandt ofrene var kvinder og børn.
Den 25. august 1914 raserede den tyske hær byen Louvain, afbrændte med forsæt universitetsbibliotekets 300.000 middelalderlige bøger og manuskripter med benzin, dræbte 248 indbyggere, og fordrev hele befolkningen på 10.000. Private hjem blev sat i brand og borgere blev skudt på stedet. Over 2.000 bygninger blev ødelagt og store mængder strategiske materialer, fødevarer og moderne industriudstyr blev plyndret og sendt til Tyskland. Disse handlinger udløste fordømmelser verden over. Der var også adskillige tilfælde, hvor grupper af tyske soldater skød på hinanden i forvirringen.
I Brabant provinsen beordrede tyskere nonner til at tage alt tøjet af under påskud af at de var spioner. I Aarschot, blev kvinder i august-september gentagne gange gjort til ofre. Plyndring, mord og voldtægt var udbredt.:164–165 

## Krigspropaganda
I enighed med analysen fra historikeren Susan Kingsley Kent, skriver historikeren Nicoletta Gullace at "invasionen af Belgien, med dens mange ægte lidelser, var alligevel en meget stiliseret fremstilling, som hæftede sig ved perverse seksuelle handlinger, skumle mishandlinger og malende beskrivelser af børnemishandling af ofte tvivlsom sandhedsværdi.":19  I Storbritannien udsendte mange patriotiske udgivere disse historier på eget initiativ. F.eks. beskrev den populære forfatter William Le Queux den tyske hær som "en enorm bande af Jack-the-Rippers", og beskrev i malende detaljer hændelser, såsom en guvernante, som blev hængt nøgen og mishandlet, bajonetteringen af et lille barn, eller "skrigene fra døende kvinder", voldtaget og "skrækkeligt mishandlet" af tyske soldater, og beskyldte dem for at afskære hænder, fødder eller bryster på deres ofre.:18–19 
Gullace hævder, at "britiske propagandister havde så travlt som muligt med at skifte fra en forklaring af krigen, som havde fokus på mordet på den østrigsk ærkehertug og hans kone af en serbisk nationalist, til det moralsk uangribelige spørgsmål om invasionen af det neutrale Belgien". Til støtte for sin teori citerer hun to breve fra Lord Bryce. I det første brev skriver Bryce: "Der må være noget grundlæggende galt med vores såkaldte civilisation, hvis denne serber kan udløse en så frygtelig katastrofe i hele Europa". I et senere brev skriver Bryce: "Den ene ting, som vi har at trøste os med i denne krig, er at vi alle er absolut overbeviste om retfærdigheden i vores sag, og vores pligt, da først Belgien var blevet invaderet, til at gribe sværdet".:20 
Selv om den berygtede tyske udtalelse om en "lap papir" om Londontraktaten af 1839 fik en stor del af de britiske intellektuelle til at støtte krigen,:21–22  havde det knap så stor effekt i mere proletariske cirkler. Da f.eks. Labour-politikeren Ramsay MacDonald hørte om det, erklærede han "Aldrig bevæbnede vi vore folk og bad dem om at ofre deres liv for en mindre god sag en denne". Den britiske hærs rekrutteringsfolk rapporterede om problemer med at forklare krigens årsager ud fra jura.:23 
Mens den tyske fremrykning fortsatte i Belgien, startede britiske aviser med at bringe beretninger om tyske grusomheder. Den britiske presse - både tabloid og bredformat - havde mindre interesse i "de endeløse lister over stjålen ejendom og beslaglagte varer", som udgjorde hovedparten af de officielle rapporter fra Belgien. I stedet svømmede de britiske aviser over af beretninger om voldtægt og bizarre lemlæstelser. Den intellektuelle fortælling om papirlappen blev blandet med den mere malende fortælling om Belgien som en voldtaget kvinde, eksemplificeret i tegningerne af Louis Raemaekers,:24  hvis tegninger kom vidt omkring i Amerika.
En del af pressen, såsom redaktøren af The Times og Edward Tyas Cook, udtrykte bekymringer over at tilfældige historier, hvoraf nogle blev afsløret som fuldstændigt opdigtede, ville svække det stærke billede, og bad om en mere struktureret tilgang. De tyske og amerikanske aviser satte spørgsmål ved sandfærdigheden i mange af historierne, og det faktum at det britiske pressebureau ikke censurerede historier satte den britiske regering i en vanskelig situation. Det endte med at der i december 1914 blev nedsat en komite under Bryce til at undersøge spørgsmålet.:26–28  Bryce blev anset for at være den rigtige til at lede indsatsen på grund af hans pro-tyske holdninger før krigen og hans gode ry i USA, hvor han havde været Storbritanniens ambassadør, foruden hans juridiske ekspertise.:30 
Kommissionens undersøgelser blev imidlertid begrænset til tidligere nedskrevne vidneudsagn. Gullace hævder, at "kommissionen blev i en nøddeskal bedt om at gennemføre en skinundersøgelse, der satte Lord Bryces gode navn i stedet for tusinder at manglende navne på anonyme ofre, hvis historier optrådte på siderne i rapporten". Kommissionen afgav sin rapport i maj 1915. Charles Masterman, direktøren for det britiske kontor for krigspropaganda skrev til Bryce: "Deres rapport er fejet over Amerika. Som de formentlig ved, erklærer selv de mest skeptiske sig for overbevist, alene fordi den er underskrevet af Dem!":30  Rapporten var blevet oversat til ti sprog i juni og dannede grundlag for megen efterfølgende propaganda under krigen og blev brugt som kilde i mange andre udgivelser, hvilket sikrede at grusomhederne blev et hovedmotiv i krigspropagandaen indtil den afsluttende "hæng kejseren" kampagne.:31–23 
For eksempel udgav Arnold J. Toynbee i 1917 The German Terror in Belgium, som understregede de mest malende beskrivelser af "autentiske" tyske seksuelle afvigelser, såsom: "På markedspladsen i Gembloux så en belgisk kurer en kvindekrop naglet til en husdør med et sværd gennem brystet. Kroppen var nøgen og brysterne var blevet skåret af."
Mange af udgivelserne i Storbritannien under krigen var rent faktisk rettet mod at tiltrække amerikansk støtte. En artikel i 1929 i The Nation fastslog: "I 1916 fremlagde de allierede alle mulige historier om grusomheder for at få neutral sympati og amerikansk støtte. Vi blev dagligt fodret med historier om belgiske børn, som fik hænderne skåret af, den canadiske soldat som korsfæstet på en ladedør, sygeplejerskernes hvis bryster blev skåret af, den tyske vane med at destillere glycerin og fedt fra de døde for at få smøremidler og alt det andet."
Den fjerde kampagne for salg af krigsobligationer i 1918 benyttede en "Remember Belgium" plakat, som viste omridset af en ung belgisk pige, som trukket afsted af en tysk soldat på baggrund af en brændende landsby. Historikeren Kimberly Jensen fortolker dette billedsprog som: "De er alene i natten, og voldtægt forekommer umiddelbart forestående. Plakaten viser, at ledere trak på den amerikanske offentligheds kendskab til og antagelser om brugen af voldtægt under den tyske invasion af Belgien."
I sin bog Roosevelt and Hitler, skrev Robert E. Herzstein at, "tyskerne kunne ikke rigtig finde den rigtige måde at imødegå virkningsfuld britisk propaganda om 'voldtægten af Belgien' og andre påståede grusomheder". Om propagandaens langtidseffekt kommenterede Gullace at: "en af tragedierne af den britiske indsats for at opfinde sandheder er måden hvorpå de ægte lidelser blev gjort suspekte af fabrikerede historier".:32 

## Efterspil

### Senere analyse
I 1920'erne blev krigsforbrydelserne i august 1914 afvist som britisk propaganda. I de senere år har forskere undersøgt de oprindelige dokumenter og fundet at der blev begået storstilede grusomheder, og at de fabrikerede historier var få i forhold til den grundlæggende og frygtelige sandhed.:162  Der er en debat mellem de som tror at den tyske hær primært handlede ud fra paranoia og de (inklusive Lipkes) som understreger andre årsager. Adam Hochschild skrev i Kong Leopold's ånd at voldtægten af Belgien havde den sideeffekt at den fjernede offentlighedens opmærksomhed på de grusomheder, som den belgiske kong Leopolds styrker begik i Fristaten Congo. En international kampagne havde været iværksat mod grusomhederne i Congo fra 1900–1908, indtil den belgiske regering overtog kolonien fra Leopold og bragte dem til afslutning. Da belgierne nu var ofrene, ønskede kun få på allieret side at tale om grusomhederne, der var begået i kong Leopolds koloni, hvor nogle af de mere fantasifulde forbrydelser, som tyskerne blev beskyldt for, såsom afhugning af børns hænder og fødder, rent faktisk havde fundet sted.
Ifølge Larry Zuckerman overgik den tyske besættelse langt de begrænsninger international ret pålagde en besættelsesmagt. En hårdhændet tysk administration forsøgte at regulere hver detalje i det daglige liv, både på det personlige niveau med rejsebegrænsninger og kollektiv afstraffelse og på det økonomiske niveau ved at bruge den belgiske industri til tysk fordel og ved at pålægge de belgiske provinser at betale meget store gentagne godtgørelser. Inden krigen var Belgien den 6. største økonomi i verden, men tyskerne ødelagde den belgiske økonomi så grundigt, ved at demontere industrier og flytte udstyr og maskiner til Tyskland, at den aldrig nåede op på niveauet fra før krigen. Over 100.000 belgiske arbejdere blev tvangsdeporteret til Tyskland for at arbejde i krigsøkonomien, og til Nordfrankrig for at bygge veje og andre militære faciliteter for den tyske hær.

### Historiske studier
Af dybdegående historiske studier i dette emne kan nævnes:
- The Rape of Belgium: The Untold Story of World War I by Larry Zuckerman
- Rehearsals: The German Army in Belgium, August 1914 by Jeff Lipkes
- German Atrocities 1914: A History of Denial by John Horne and Alan Kramer

Horne og Kramer giver mange forklaringer. For det først den kollektive frygt for folkets krig:
 Kilden til den kollektive fantasi om folkets krig og om den barske gengæld med hvilken den tyske hær (op til dens højeste niveau) reagerede skal ses i erindringen om den fransk-tyske krig i 1870–71, hvor de tyske hære stod overfor irregulære republikanske soldater (francs-tireurs), og i den måde hvorpå spektret af civil involvering i krigsførelse nærede frygten for demokratisk og revolutionær uro i et konservativt officerskorps.

 Manglende erfaring førte til mangel på disciplin blandt tyske soldater, drukkenskab, beskydning af egne styrke som følge af panik, hyppige sammenstød med belgiske og franske bagtropper hvilket afstedkom forvirring, arrigskab over det stædige og i begyndelsen vellykkede forsvar af Liège under slaget om Liège, hvor Tysklands invasion i første omgang slog fejl, arrigskab over belgisk modstand i det hele taget, da de ikke blev set som et folk med ret til at forsvare sig, det udbredte had til den katolske kirke i Belgien og Frankrig, flertydige og utilstrækkelige regler for tysk behandling af civile i felten, den tyske logistiks mangler førte senere til ukontrollerede plyndringer, osv.

Bogen har fået kritik for manglende kildekritik og fejlagtig fortolkning af datidens internationale ret.

### Arv
En ceremoni fandt sted den 6. maj 2001 i Dinant. Walter Kolbow, en højtplaceret sekretær i det tyske forsvarsministerium lagde en krans og bukkede for et monument for ofrene med inskriptionen: Til de 674 Dinantiske martyrer, uskyldige ofre for tysk barbarisme.

## Yderligere læsning
- Bryce, J. B. (1915). Report of the Committee on Alleged German Outrages appointed by His Britannic Majesty's Government and Presided over by the Right Hon. Viscount Bryce (PDF). London: HMSO. OCLC 810710978. Hentet 2015-02-17.
- Green, Leanne. "Advertising war: Picturing Belgium in First World War publicity." Media, War & Conflict (2014) 7#3 pp: 309-325.
- Horne, John N. and Alan Kramer. German Atrocities, 1914: A History of Denial (Yale University Press, 2001), online anmeldelse
- Horne, J.; Kramer, A. (1994). "German 'Atrocities' and Franco-German Opinion, 1914: The Evidence of German Soldiers' Diaries". Journal of Modern History. 66 (1): 1-33. ISSN 0022-2801.
- Hull, Isabel V. A scrap of paper: breaking and making international law during the Great War (Cornell University Press, 2014)
- Jones, Heather. "The Great War: How 1914–18 Changed the Relationship between War and Civilians." The RUSI Journal (2014) 159#4 pp: 84-91.
- Lipkes, Jeff. Rehearsals: The German Army in Belgium, August 1914 (Leuven University Press, 2007) uddrag og tekstsøgning
- Nelson, Robert L. "'Ordinary Men' in the First World War? German Soldiers as Victims and Participants," Journal of Contemporary History (2004) 39#3 pp. 425–435 in JSTOR ISSN 0022-0094
- Scheipers, Sibylle. Unlawful Combatants: A Genealogy of the Irregular Fighter (Oxford University Press, 2015)
- Wilson, Trevor. "Lord Bryce's Investigation into Alleged German Atrocities in Belgium, 1914–1915," Journal of Contemporary History (1979) 14#3 pp. 369–383. in JSTOR ISSN 0022-0094 ser Bryce rapporten som overdrevet propaganda
- Zuckerman, Larry (2004). The Rape of Belgium: The Untold Story of World War I. New York: New York University Press. ISBN 978-0-8147-9704-4.

## Eksterne kilder
- Wikimedia Commons har flere filer relateret til Voldtægten af Belgien
- H-Net Review of Horne & Kramer, The German Atrocities of 1914: A History of Denial
- H-Net Review of L. Zuckerman, The Rape of Belgium: The Untold Story of World War I
- HistoryOfWar.org Review of J. Lipkes, Rehearsals: The German Army in Belgium, August 1914
- H-Net Review of J. Lipkes Rehearsals: The German Army in Belgium, August 1914 by Jeffrey Smith
- H-Net Review of J. Lipkes. Rehearsals: The German Army in Belgium, August 1914 by Robby Van Eetvelde
- Prof. John Horne, German War Crimes Arkiveret 12. december 2008 hos  Wayback Machine